# Paion (Unternehmen)
Die PAION AG ist ein biopharmazeutisches Unternehmen mit Hauptsitz in Aachen und einem weiteren Standort in Cambridge. Es entwickelt und vermarktet Arzneimittel zur Behandlung von thrombotischen und Herz-Kreislauf-Erkrankungen als auch Erkrankungen des zentralen Nervensystems. Das Unternehmen konzentriert sich dabei auf Indikationen mit ungedecktem medizinischen Bedarf. Das Unternehmen ist im CDAX notiert.

## Geschichte
Das Unternehmen wurde im Juli 2000 von Wolfgang und Mariola Söhngen gegründet. Mitgründer waren Franz A. Wirtz, A. Lamotte und W.-D. Schleuning. Noch im Gründungsjahr wurde Desmoteplase von der Schering AG in Lizenz genommen. Die erste Finanzierungsrunde wurde mit 28,6 Mio. Euro abgeschlossen. Die zweite Finanzierungsrunde wurde 2001 mit 3,8 Mio. Euro abgeschlossen.
PS-519 von Millennium wurde 2002 in Lizenz genommen, im Jahr 2003 jedoch wieder zurückgegeben. 2004 nahm Paion das Neuroprotektivum Enecadin von Nippon Shinyaku in Lizenz; der Vertrag wurde Anfang 2008 von Paion gekündigt. Paion schloss 2004 ebenfalls eine Vereinbarung mit Forest Laboratories über die Entwicklung und Vermarktung von Desmoteplase in den USA und Kanada. Das Unternehmen schloss 2005 eine Vereinbarung mit Lundbeck über die Entwicklung und Vermarktung von Desmoteplase in Europa, Japan und allen Ländern außerhalb USA und Kanada.
Der Börsengang von Paion erfolgte 2005. Im Rahmen einer Kapitalerhöhung wurden 2006 rund 1 Mio. neue Aktien ausgegeben.
Der Partner Forest beendete 2007 die Zusammenarbeit und gab die Desmoteplase-Rechte für Nordamerika zurück. Zeitgleich entschied sich der Partner Lundbeck für die Weiterentwicklung von Desmoteplase und übernahm die Nordamerika-Rechte. Paion erhielt 8 Mio. EUR vom Partner Lundbeck bei Inkrafttreten des neuen Lizenz- und Entwicklungsvertrags.
2008 kaufte Paion die Rechte für das Antikoagulans Flovagatran von Trigen Limited; im gleichen Jahr übernahm Paion die CeNeS Pharmaceuticals plc. Ende 2011 gab Paion eine umfassende Restrukturierung bekannt. Durch Gehaltsverzicht und Personalabbau sollte die Finanzierung bis in den Sommer 2013 gesichert werden.
Zum 1. September 2023 übernahm Tilmann Bur von Gregor Siebert den Posten des CEO. Nachdem im Rahmen einer angestrebten Kapitalerhöhung des Unternehmens „Unregelmäßigkeiten im Verantwortungsbereich des Finanzvorstands“ erkannt worden waren, wurde Ende Oktober 2023 ein Insolvenzverfahren eröffnet und vom Aachener Amtsgericht ein Insolvenzverwalter bestellt.
Im Rahmen eines Notverkaufsverfahren mit internationalen Bietern erhielt am 22. Dezember 2023 der chinesische Konzern Humanwell die Liquidationsmasse. Mit Eintrag vom 4. Januar 2024 im Handelsregister war damit die Abwicklung der Paion AG und der Paion GmbH abgeschlossen und das Unternehmen aufgelöst. Seitdem wird unter dem Dach von Humanwell das ehemalige Unternehmen mit der Firmierung Paion Pharma GmbH am alten Standort weiterbetrieben und als Geschäftsführer der letzte Chef der Paion AG eingesetzt, dem laut Handelsregister ein chinesisches Pendant zur Seite gestellt ist. Diese neue GmbH war bereits zuvor im Juli 2023 unter dem Namen „Platin 2438“ als sogenannte „Vorratsgesellschaft“ von einem entsprechenden Anbieter in Frankfurt gegründet worden. Dennoch stehen weiterhin als Konsequenz aus der Insolvenz gegen ehemalige Funktionsträger wegen des Verdachts der Insolvenzverschleppung und der Urkundenfälschung weitere Ermittlungen an.

## Forschung und Entwicklung

### Schlaganfall/Blutgerinnung
Paions wichtigstes Projekt im Bereich Schlaganfall war bislang Desmoteplase. Die klinische Entwicklung wurde 2003 begonnen, erlitt aber durch die enttäuschenden Ergebnisse der Phase-III-Studie DIAS-2 einen Rückschlag. Nach weiteren Auswertungen erklärten Paion und Lundbeck jedoch, die Entwicklung weiterführen zu wollen.
2008 wurde die Entwicklung des Neuroprotektivums Enecadin eingestellt. Die Firma gab auch bekannt, im Rahmen einer Phase-I-Studie Hinweise auf die Wirksamkeit des Antikoagulans' Solulin erhalten zu haben. Weiterhin erwarb Paion die weltweiten Rechte am Antikoagulans Flovagatran von der britischen Firma Trigen Limited.

### Schmerz/Anästhesie
Durch die Übernahme der Firma CeNeS entwickelt Paion jetzt auch drei Arzneistoffe zur Behandlung von Schmerzen bzw. zum Einsatz in der Anästhesie. Ein Morphin-Metabolit, Morphin-6-glucuronid (M6G), befindet sich in der Phase III. Eine Dosisfindungsstudie mit dem NMDA-Antagonisten CNS 5161 wurde 2007 durchgeführt. 2020 wurde der GABAA-Partialagonist Remimazolam (CNS 7056) in Japan und in den USA zugelassen.